# Дэдпул
Дэдпу́л (англ. Deadpool), настоящее имя — Уэйд Уи́лсон (англ. Wade Wilson) — антигерой комиксов издательства Marvel Comics, созданный художником Робом Лайфелдом и писателем Фабьеном Нисизой и впервые появившийся в комиксе The New Mutants #98 (февраль 1991). Прозванный «Болтливым наёмником» персонаж обладает нестандартным, крайне циничным и пошлым чувством юмора. Первоначально, изображённый как злодей в своих ранних появлениях, он — изуродованный канадский наёмник со сверхчеловеческими регенеративными способностями к исцелению и почти бессмертием.  
Как и Росомаха из Людей Икс, Дэдпул был подвергнут опытам по программе «Оружие Икс». После того, как учёные попытались исцелить его рак, привив его клеткам способность к регенерации, Дэдпул остался изуродованным и психически неуравновешенным. Первоначально появившись, как и множество других персонажей, в основной Вселенной Marvel, он впоследствии получил альтернативные варианты, существующие в других реальностях мультивселенной, в том числе в «Эре Апокалипсиса» и Ultimate-вселенной.
Изначально Дэдпул выступал как противник Новых Мутантов, а затем команды «Сила Икс», несмотря на любовь к Тифозной Мэри из последней команды. В 1997 году герой получил собственную серию комиксов, ставшую известной из-за понимания главным героем того, что он является персонажем комикса. В 2002 году, после 69 номеров и смерти главного героя при взрыве, серия была заменена комиксом об Агенте Икс (англ. Agent X), в котором были те же второстепенные герои, и на протяжении всех 15 номеров Дэдпул не упоминался. В последних номерах он вернулся, но комикс закончился в в 2003 году. В мае 2004 года началась серия Cable & Deadpool, в которой Дэдпул выступил в главных ролях вместе с антигероем-мутантом Кейблом. Эта серия закончилась 50 номером, поскольку у Кейбла началась своя, новая серия. Летом 2008 года стартовала новая одиночная серия Дэдпула.
Популярность персонажа привела к тому, что он стал появляться во многих средствах массовой информации. В Cable & Deadpool (2004) он называет себя «Райаном Рейнольдсом, скрещённым с шарпеем». Сам Рейнольдс исполнил роль Уэйда Уилсона / Дэдпула в серии фильмов «Люди Икс» и появился в фильмах «Люди Икс: Начало. Росомаха» (2009), «Дэдпул» (2016) и «Дэдпул 2» (2018). Рейнольдс вновь сыграл персонажа в фильме «Дэдпул и Росомаха» (2024), действие которого происходит в Кинематографической вселенной Marvel.

## Биография

### Ранние годы
О ранних годах жизни Уэйда мало известно. Его мать умерла от рака, когда он был ещё молод, а его отец — военный — довёл себя до жалкого состояния. В эти годы Уэйд был дебоширом, пока во время пьянки с друзьями в клубе к нему не ворвался отец и не попытался вывести из клуба, и тогда один из друзей Уэйда завладел пистолетом и застрелил его отца. После недолгой военной службы Уэйд, не достигнув совершеннолетия, стал наёмником.
Мало что известно о наёмнической деятельности Уилсона. В Японии он был нанят криминальным авторитетом по кличке Босс, чтобы проникнуть в клуб сумо, принадлежавший другому преступнику, Оукате. Уилсон провёл три года как участник соревнований под покровительством Оукаты. В конце концов Босс приказал убить Оукату, но Уилсон отказался выполнить задание, после чего сбежал в Соединённые Штаты. В Америке Уилсон встретил Ванессу Карлайл, молодую и красивую проститутку, и влюбился в неё.

### Дэдпул и Департамент Икс
Обнаружив у себя раковое заболевание, Уэйд разорвал все отношения с Ванессой. В Канаде у него появилась надежда — Департамент X — специальная организация по созданию оружия при правительстве Канады. Уилсон стал «подопытным кроликом» в совместном проекте США и Канады по сверхусилению людей.
В одной из миссий Уилсон убил своего сослуживца Слейбека. В результате он был исключён из программы «Оружие X» и его отправили в Хоспис, куда заключались сверхчеловеческие оперативники. Но также в нём, без ведома правительства Канады, эти самые пленники подвергались чудовищным экспериментам со стороны доктора Киллебрю и его помощника с садистскими наклонностями — Аякса. У них была своя азартная игра — «смертельный пул» (англ. Deadpool), предметом ставки в котором было то, насколько долго сможет прожить тот или иной «пациент». Сила воли Уилсона обеспечила ему огромный авторитет среди прочих «пациентов». Однажды Аякс, доведённый издёвками Уилсона до белого каления, провёл одному из его друзей операцию на мозге. Не без давления Смерти Уилсон убил своего друга, чтобы прекратить его мучения. Но, по правилам Киллебрю, убийца должен был быть наказан единственным образом — смертью: Аякс с радостью вырвал сердце Уилсона и оставил его умирать, но того обуяла такая жажда мести, что его способность к регенерации усилилась многократно, восстановив его сердце, хотя и не вылечив его израненное тело. Уилсон напал на Аякса, убив его по принципу «око за око», и сбежал из Хосписа с несколькими друзьями. С тех пор он взял имя Дэдпул.

### Наёмническая деятельность
Иногда Дэдпула нанимал сам Уилсон Фиск, также известный как криминальный лорд Кингпин. Кроме того, Дэдпул схватился с Росомахой, который тогда был канадским агентом. Также за три года, проведённых на свободе, Дэдпул столкнулся со Слепой Эл и, одолев её, заточил у себя дома.
Спустя несколько лет после побега из Хосписа, Дэдпул снова стал служить Канадскому правительству, возможно, затем, чтобы залечить те раны, что оставил Киллбрю. Но спустя какое-то время Дэдпул решил, что работа на правительство его не устраивает, и порвал все отношения. Вскоре его нанял очередной криминальный авторитет, Волшебник. Но Дэдпул ошибся адресом и получил работу, разыграв из себя Хобгоблина.
Дэдпул предпринял попытку наняться к Кингпину, но не выдержал конкуренции с Меченым. Тогда он начал часто посещать клуб наёмников под названием «Адский Дом», где задания выдавал некий Патч. В этом клубе Дэдпул нажил новых врагов — он подрался с убийцей-колдуном Ти-Реем, которого сразу невзлюбил. Вскоре он нашёл себе нового «клиента» — Толливера, путешественника во времени. В то же время Дэдпул нанял Уизла, чтобы тот обеспечивал его оружием, и быстро с ним сдружился.
Через какое-то время Толливер дал Дэдпулу новое задание — убить Кейбла, который на самом деле был отцом Толливера и к кому была заслана Копикэт под личиной Домино. Впрочем, Дэдпул не сумел выполнить задание, поскольку Кейблу помогало «новое поколение» мутантов, которые звали себя «Новые мутанты», но вскоре они с лёгкой руки Кейбла стали зваться «Сила Икс». Они убили Толливера в схватке, а его продвинутые технологии, которые он использовал, заинтересовали его бывших наёмников. Дэдпул тоже участвовал в их поиске, но ему помешал свалившийся из ниоткуда Слейбек, кибернетически восстановленный после смерти от руки Дэдпула и жаждущий мести. Итогом битвы было серьёзное ранение Копикэт, и Дэдпул не пожалел части своей силы к регенерации, чтобы спасти её.
Дэдпул также помог Сирене из Силы Икс в её битве с Джаггернаутом и её собственным дядей, Чёрным Томом Кэссади, у которого в подчинении был не кто иной, как доктор Киллебрю. Дэдпул очень привязался к Сирене, благодаря которой он снова начал сочувствовать другим, хотя и не так, как раньше. Лишённый опоры под ногами, он попытался восстановить отношения с Копикэт, но та уже сблизилась с Кейном. Разъярённый, Дэдпул вступил в бой с Кейном и Росомахой — тот пришёл, чтобы присмотреть за Кейном по просьбе близкого друга.
Спустя какое-то время Дэдпула настигла Зои Силлоден, которая состояла в возродившейся команде Ландо, Лакмэна и Лейка; они верили, что Дэдпулу суждено стать Мистрасом, который поможет в Золотом Веке Земли. Но Дэдпул очень скептично отнёсся к такому предложению и отверг его. Но на него самого обрушились последствия его ошибок, которые привели даже к тому, что его ближайшие соратники — Визел и Слепая Эл — всё больше отчуждались от него. Его преследовали призраки его бывших соратников по «Оружию Икс», и когда он по их приказу снова убил Аякса, то обнаружил, что убийство перестало быть для него простым делом. В надежде на лучшее он принял предложение Силлоден, но вскоре обнаружил, что его единственной ролью было убийство Тиамат, потенциальной угрозы для прибытия Мессии. Вместо этого Дэдпул лично убил Мессию, стоило ему узнать, что вместо настоящего умиротворения тот несёт лишь бездумную, отупляющую иллюзию оной.
Чтобы решить свои душевные проблемы, Дэдпул спросил совета у доктора Бонга, и тот предложил ему попытаться решить свои внутренние разногласия, сразившись с Росомахой. Этот бой действительно очистил разум Дэдпула, но, когда он узнал о возрождении Мерседес Уилсон, его бывшей жены, то его психика перенесла серьёзный удар. Это оказался хитрый ход Ти-Рея, который одновременно заявил, что он и есть настоящий Уэйд Уилсон, надеясь окончательно свести Дэдпула с ума. Но тот оказался крепким орешком, ибо, несмотря ни на что, вновь поверил в то, что может самосовершенствоваться. В отместку Ти-Рей убил Мерседес.
Спустя какое-то время Дэдпул принял заказ на Дункана Весса, но во время выполнения этого задания он снова столкнулся с Росомахой и вступил с ним в бой. Но их бой прервало нападение подручных Весса, который сам оказался вервольфом, и, одолев его, Дэдпул и Росомаха разошлись достаточно мирно. Но вскоре случилось несчастье: во время одной из миссий Сирена была серьёзно ранена, и Дэдпул поклялся во что бы то ни стало вылечить её. Он даже объединился ради этого с группировкой под названием Смотровая Башня и взял в плен Росомаху, надеясь обменять его на помощь Сирене. Её вылечили, а Росомаха тем временем без труда сбежал из плена.
Дэдпул снова отправился на поиски нового места для себя. Он арендовал место вместе со старыми знакомыми, такими же наёмниками, как и он — Титанией и Конструктором. Но под маской Титании скрывалась не кто иная, как Копикэт, и их убежище было вскоре уничтожено Чародеем и Таскмастером — оба они жаждали отомстить Дэдпулу.
После Дэдпула выследил Саблезубый, который пригласил его в новую программу «Оружия Икс». Дэдпул, впечатлённый тем, как ему усилили способности к регенерации, согласился. Вскоре он понял, что методы «Оружия Икс» слишком кровожадны даже по его меркам. Он выследил Директора, но тот обратил способности к регенерации Дэдпула против него самого и убил его. Но остаточное действие регенерационного фактора возродило Дэдпула, хотя и лишило его памяти. Но вскоре он пересёкся с Визелом, эта встреча восстановила его память, и он обнаружил, что кроме него уже четверо используют имя Дэдпул. Эти «самозванцы» оказались разными аспектами его собственной личности, созданные с помощью прибора под названием Звезда Джимини, которым воспользовался Ти-Рей, нанятый межгалактическим злодеем Таносом. Танос был без ума от Смерти, и её с Дэдпулом чувства друг к другу приводили его в ярость. Ти-Рей сумел изъять из Дэдпула все его аспекты личности, сделав его похожим на пустой сосуд. Но Дэдпул сумел повредить Звезду, что заставило фрагменты его личности вселиться в Ти-Рея, отчего тот впал в коматозное состояние.
Получив работу у криминальной семьи Четырёх Ветров, Дэдпул заручился уважением как наёмник и даже организовал свою команду, «DP Inc». Помогала ему в этом Сэнди Бранденберг. Впрочем, успех Дэдпула был недолог, ибо Чёрный Лебедь убил всю семью Четырёх Ветров, а также жаждал отомстить Дэдпулу, впрочем, на этот раз по ложному обвинению. Чёрный Лебедь с помощью своих телепатических способностей сохранил свои и Дэдпуловские умения и способности в своём подручном, Найджо. Исцеляющий фактор Дэдпула исцелил Найджо, который, обессиленный от ран и потерявший память, нашёл путь в апартаменты Сэнди. Приняв его за Дэдпула, Сэнди выходила его. Взяв имя Алекс Хайден, Найджо присоединился к Сэнди и Таскмастеру, став членом «Агентства X». Но Дэдпул также выжил после взрыва, хотя и потерял свои умения и личность, превратившись в безвольное и бессильное тело. Столь жалкий вид Дэдпула и просьбы Сэнди и Бандитка убедили Найджо вернуть тому его личность и силы. Но Чёрный Лебедь, участие которого также было обязательно, обманом присвоил все силы себе. Но умения и личность Дэдпула вернулись своему законному обладателю, и он вместе с Найджо, Бандиткой и людьми из новых Четырёх Ветров атаковали его, вынудив его использовать силы сверх тех, что он мог контролировать. Таким образом, они смогли вынудить его вернуть их силы, после чего убили.

### Дэдпул и Кейбл
Позже Дэдпула наняла Церковь Единого Мира, чтобы тот украл образцы одного вируса Фасад из Суниик Фармакопейи в Германии. Церковь хотела использовать их для того, чтобы превратить всех в синекожих созданий, как они сами. Дэдпулу, помимо всего прочего, было обещано, что его избавят от уродующих его тело шрамов и ожогов. Он выполнил это задание и стал первым, кому был введён новый образец сыворотки. Его кожа стала синей, и он полностью влился в Церковь Единого Мира. Вскоре после этого за Церковью стал следить Кейбл, пытаясь выяснить тайный замысел организации. Его быстро обнаружили, но не напали, а «позволили» мирно следить за ними. Но Кейбл всё равно нашёл истину, и тогда Дэдпул напал на него. Кейбл, сам получивший дозу вируса, практически не смог оказать ему особого сопротивления. Но инъекция, сделанная Дэдпулу, пересилила его же исцеляющий фактор, и Дэдпул начал таять. Ни Кейбл, ни Дэдпул не могли использовать свои способности, и Натан решил, что необходимо слить их ДНК. Саммерс получил часть структуры ДНК Дэдпула и наоборот. Дэдпул теперь мог использовать способности Кейбла к телепортации (которое он назвал «телоскольжением»), а Натан регенерировал более эффективно благодаря фактору заживления Дэдпула. В результате присутствия вируса Дэдпул сумел даже вернуть себе нормальный облик, но, стоило Кейблу уничтожить вирус, как кожа Дэдпула снова покрылась вздутиями и ожогами.
После того, как Кейбл пригрозил мировым лидерам отправить ракеты на Солнце, чем настроил их против себя, Дэдпул и Люди Икс атаковали остров Кейбла — Провиденс — где Дэдпул перебежал на сторону Кейбла, расстреляв Росомаху и Бишопа, чтобы предотвратить их атаку на Саммерса. Кейбл же сказал, что он как раз надеялся, что Дэдпул поможет Людям Икс остановить его, потому что его силы возрастали всё больше, и он боялся потерять над ними контроль. После этого Кейбла атаковал Серебряный Сёрфер и практически уничтожил его в бою, но Дэдпул спас товарища, телепортировав его и себя в безопасное убежище в Швейцарии. Но Кейбл попросил подключить его к специальному аппарату, который сможет увеличить его силы, пусть и ненадолго. Саммерс решился на это ради всех жителей острова Провиденс, потому что из-за повреждения генераторов он не мог удержаться в воздухе. Кейбл сумел продержать остров, пока не отремонтировали генераторы, но это стоило ему почти всех его сил, и он потерял сознание, напоследок успев сообщить всем людям Земли о том, чего он хотел добиться и на что надеялся. Бессознательный Натан оставался в Швейцарии, пока Дэдпул пытался найти то, что бы спасло его, поскольку он был на грани жизни и смерти. Наконец, Уэйд сумел добыть образец техноорганической сущности, которая — в теории — могла спасти Кейбла. Но нужен был тот, кто сможет подключить этот организм к Натану. Вскоре на Дэдпула напал Ремонтник из Громовержцев. Дыры в памяти Дэдпула не позволили ему вспомнить этого человека с ходу. После драки Ремонтник согласился помочь Кейблу. В этот момент Натан окончательно воссоединился с техноорганизмом. Благодаря этому Дэдпул получил пристанище на острове Провиденс.
Вскоре на Провиденсе был убит находящийся на его территории террорист № 1 — Хаджи бин Барат. Дэдпул также решил поучаствовать в расследовании, и вскоре выяснилось, что убийство совершил настоящий профессионал. Дэдпул выяснил, что убийца он сам и не помнит, почему он это сделал. На Уэйда объявили охоту. Дэдпул сразился с Престером Джоном, который мог на равных драться с Фантастической Четвёркой и даже Тором. От смерти Уэйда спасло лишь вмешательство Кейбла, но тот объявил, что Уэйду лучше убраться с острова, что тот и сделал. Вскоре он попал в плен к Блэк Боксу, который сумел заложить в его голову программу на уничтожение всех металюдей, назвав их главной угрозой миру. Но Уэйд понял его слова по-своему, решив, что главная угроза миру — Кейбл.
Дэдпула поместили в Матрицу телепортации, чтобы он смог найти Натана. Вначале его перенесло в мир, где утвердилась Эпоха Апокалипсиса, и он сразился с Четырьмя Всадниками, но тамошний Кейбл оказался верным слугой Лорда Апокалипсиса, который чуть было не убил его, Сирену и Кэннонбола. Второй мир оказался фактически раем на Земле — не было ни войны, ни страданий, но тамошний Кейбл сразу не понравился Дэдпулу, и он вернулся, стоило появиться Сирене и Кэннонболу. В третьем мире он встретил Саммерса, которого полностью поглотила техноорганическая сущность. Он чуть было не заразил Уэйда, но благодаря Сирене тот спасся. В четвёртом мире они обнаружили Кейбла-младенца под защитой Зловещего. Тот сделал Кейблу инъекцию от Дэдпула, не подозревая, что это пробудит те самые силы, что дремали в нём. Воспользовавшись суматохой, Уэйд, Тереза и Сэм вместе с Натаном телепортировались в свой мир, на остров Провиденс. Там выяснилось, что целью Дэдпула было убить Кейбла. Но Сирена прикрыла его собой, и Дэдпул внезапно для всех стал всеми силами сопротивляться заложенной в него программе. Он нашёл единственный выход. Уэйд застрелился.
Исцеляющий фактор спас Дэдпулу жизнь, восстановив его мозг. Но он ничего не помнил о том, кто его запрограммировал. Кейбл сумел это выяснить и послал Силу Икс на базу Блэк Бокса. Тем временем он сам благодаря ускоренному росту из-за инъекции от Дэдпула накопил сил и, понимая, что может потерять её впустую, сумел исцелить мозг Уэйда.

### Гражданская Война
Во время Гражданской Войны Дэдпул был одним из лучших «охотников на героев». Он напал на Мстителей Великих Озёр, когда охотился на «антигероев», потому как он узнал о том, что они зарегистрированы, только после того, как его одолела Девушка-Белка. После этого Дэдпул выследил, как он сам был уверен, Сорвиголову (на самом деле это был Железный Кулак), но тому на помощь пришли Капитан Америка, Сокол, Голиаф и Геркулес. Но вырубил Дэдпула подоспевший Кейбл, также выступавший против регистрации. Тайные Мстители связали его изолентой, завернув его в несколько слоёв. Впрочем, после шести часов такого заключения Кейбл освободил Дэдпула и перенёс его сначала в кабинет к Президенту. Кейбл раскидал всех охранников, и Дэдпул, всё ещё верный «дяде Сэму», напал на него. В результате они телепортировались сначала к Церкви Единого Мира, а затем — в дом Дэдпула, где они окончательно определились, на чьей стороне стоит каждый из них.

### Тайное Вторжение
Дэдпул был важным участником Тайного Вторжения. Когда скруллы на своём корабле приземлились на бейсбольный стадион, Дэдпул, в костюме талисмана бейсбольной команды, открыл огонь по захватчикам. После долгой схватки, Дэдпул был пойман скруллами и взят в плен. Но он быстро выпутался из этой ситуации, обманув скруллов. Он сказал, что хочет служить им и готов помочь им создать армию супер-скруллов, для этого им нужно взять его ДНК и на его основе создать армию скруллов, которым передастся его регенерация. Но помимо исцеляющего фактора, клонам-скруллам передалось также безумие Дэдпула, после чего они поубивали друг друга, а также напали на других скруллов. Позже Дэдпулу удалось выкрасть с корабля скруллов информацию о том, как убить их королеву и он отправил их Нику Фьюри, но данные были перехвачены Норманом Озборном.

### Back in black
В этой серии комиксов выясняется, что до Человека-паука чёрный костюм (Веном) «надевал» Дэдпул.

## Силы и способности
Основной способностью Дэдпула является регенерация. Дэдпул в состоянии пережить практически любой вид ранений, тратя на исцеление от нескольких секунд до нескольких минут, в зависимости от тяжести нанесённого вреда. Дэдпул неуязвим ко всем известным видам болезней и вирусов. Также существует сыворотка, на длительное время лишавшая его исцеляющего фактора взамен на нормальную внешность. Помимо этого, сверхрегенерация даёт ему возможность перегружать мышцы, таким образом обретая сверхчеловеческий уровень сил. Вместе с психической нестабильностью, исцеляющий фактор даёт Уэйду неуязвимость к ментальным атакам, а также к чтению мыслей. Когда-то Танос наложил на Дэдпула проклятие бессмертия, однако после гибели Таноса проклятие было снято. Дэдпул не раз возвращался к жизни благодаря покровительству Смерти.
Дэдпул владеет множествами боевых искусств, чрезвычайно ловок и силён физически. Прекрасно владеет любым видом огнестрельного и холодного оружия. Также Дэдпул может ломать четвёртую стену, что, помимо обычного обращения к зрителю, позволяет ему менять реальность по собственному желанию.

## Другие версии

### Marvel Zombies
В этой вселенной Землю поразил вирус, который превратил почти всех сверхлюдей в зомби. Впоследствии от Дэдпула осталась одна голова, которая летала с помощью пропеллера, прикрученного на макушку. Зомби-Дэдпул (также известный как Хедпул) позже попал в оригинальную вселенную Марвел (Земля-616), присоединился к Корпусу Дэдпулов, в который входили Дэдпулы из других вселенных, в том числе женщина-Дэдпул, Догпул, Кид Дэдпул и другие. Был убит врагом Корпуса, который засунул его в микроволновку.

### Ultimate Marvel
В Ultimate-Вселенной Дэдпул являлся предводителем Грабителей — охотников на мутантов в реалити-шоу «Смертельная Игра» на острове Кракоа. Для решающей битвы с Людьми Икс каждый из Грабителей, в том числе и Дэдпул, прошёл тяжёлую операцию и стал киборгом. Он получил способность в любой момент изменять свою внешность, которой воспользовался, чтобы заманить Людей Икс и Человека-Паука на Кракоа. В решающей схватке Циклоп взорвал его оптическими лучами. Но когда герои покидают остров, за ними наблюдает обгоревшая фигура с маской Дэдпула в руке. Был убит в комиксе Deadpool Kills Deadpool Vol 1 #4.

### Deadpool Kills the Marvel Universe
В этой вселенной, когда Дэдпула ловят и сажают в псих-лечебницу, его доктором оказывается замаскированный Психо-человек. Вмешательство Психо-человека в разум Дэдпула приводит к тому, что у него появляется ещё одна личность. Новая личность внушает ему необходимость убить всех персонажей вселенной Марвел, что Дэдпул и делает, считая, что «они просто марионетки». Вероятно, он имеет в виду, что все они выдуманные персонажи комиксов. После убийства большинства героев и злодеев, а также космических сущностей Наблюдателя Уату и Галактуса, Дэдпул попадает в другую вселенную, где встречает людей, пишущих этот самый комикс.

### Pulp-вселенная
Действие происходит в середине 1950-х годов. В данной версии Уэйд Уилсон — ветеран Второй Мировой, воевавший в частях Мародёров Меррила и оказавшийся в плену у японцев. После нескольких месяцев пыток, которые привели к расстройству психики, он сбегает из лагеря для военнопленных вместе с неизвестным солдатом со шрамом на левом глазу. На момент повествования Дэдпул является сотрудником ЦРУ, которому поручают вернуть сверхмалый ядерный боеприпас, похищенный двойным агентом Бандитка, его старой знакомой. Параллельно с этим его друг и куратор в ЦРУ, агент Кейбл, раскрывает заговор с целью свергнуть правительство США и развязать Третью мировую войну, но при этом он сам оказывается в руках заговорщиков. Расследование приводит Дэдпула на базу США на Кубе, где он узнаёт, что на самом деле он был захвачен не японцами, а американцами, которые искали «рекрутов» для своей программы по созданию спящих агентов. Благодаря своему психическому расстройству Дэдпул избавляется от гипноза генерала Штрайфа, освобождает Кейбла, уничтожает заговорщиков и мчится в Нью-Йорк, чтобы остановить Бандитку. Несмотря на то, что взрыва избежать не удалось, Дэдпул предотвратил теракт, утопив кейс с бомбой в Нью-Йоркской гавани. Тем не менее, радиационное облучение привело к быстрому развитию ракового заболевания у Уэйда. В последней сцене к умирающему Уэйду приходит Кейбл с неизвестным канадцем и предлагает ему принять участие в новом проекте, который позволит не только излечить его, но и сделать его намного сильнее. Уэйд проявляет интерес к этому предложению.

## Вне комиксов

### Фильмы

#### 20th Century Fox

Райан Рейнольдс в роли Уэйда Уилсона, промофото фильма «Люди Икс: Начало. Росомаха» (2009)

Райан Рейнольдс в роли Уэйда Уилсона / Дэдпула, кадр из фильма «Дэдпул» (2016)

В марте 2005 года канадский актёр Райан Рейнольдс, уже снимавшийся в киноадаптации комиксов Marvel в роли Ганнибала Кинга в фильме «Блейд: Троица», объявил о своём желании исполнить роль Дэдпула в будущем фильме, если он будет сниматься, и в 2009 году Рейнольдс исполнил роль Дэдпула в фильме «Люди Икс: Начало. Росомаха», приквеле кинотрилогии «Люди Икс». Роль представленного неканонического Дэдпула до трансформации в супермутанта исполнил Райан Рейнольдс, а после — в сражении с Росомахой и Виктором Кридом — Скотт Эдкинс.
- Временная линия 1

По сюжету, он — бывший сослуживец Логана, член группы полковника Страйкера. Впоследствии был захвачен людьми Страйкера и увезён в его лабораторию, где стал объектом серии экспериментов. В результате он превратился в супер-мутанта, в котором объединились многочисленные особенности одиннадцати других мутантов (например, лезвия из рук, способность телепортироваться, лазер из глаз, способность почти мгновенно регенерировать), и стал именоваться «Оружие XI». Кроме того, Дэдпулу зашили рот. Страйкер выпустил его против Росомахи, когда тот прибыл освобождать мутантов, содержавшихся в секретной лаборатории на острове Тримайл-Айленд. Однако на помощь Росомахе неожиданно пришёл его брат и враг Виктор; вдвоём они справились с Дэдпулом и сбросили его обезглавленное тело в градирню.
В некоторых версиях фильма после финальных титров есть сцена, где среди обломков финальной битвы Дэдпул, ранее считавшийся умершим, пытается взять свою голову.
- Временная линия 2

После появления в фильме «Люди Икс: Начало. Росомаха» стала появляться информация о спин-оффе про Дэдпула, где его сыграет Рейнольдс. Ранее в феврале 2004 года New Line Cinema уже пыталась запустить в производство фильм о Дэдпуле со сценаристом/режиссёром Дэвидом Гойером и с Райаном Рейнольдсом в главной роли.
Сценаристами спин-оффа должны были выступить Пол Верник и Рэтт Риз, а режиссёром должен был стать Тим Миллер. Изначально фильм планировался с рейтингом PG-13, но потом было принято решение использовать рейтинг R. Предполагалось, что в фильме Дэдпул будет «ломать четвёртую стену» и разговаривать со зрителями. В октябре 2013 года Райан Рейнольдс и Тим Миллер сказали, что фильм близок к запуску. В июле 2014 года тестовый ролик VFX для фильма просочился в интернет через сайты социальных новостей и блогов о кино, в нём Дэдпула озвучивает Райан Рейнольдс. Ролик был создан в 2012 году. На следующий день после попадания в интернет тестовый ролик был официально выпущен онлайн Blur Studio, компанией, которая занималась его созданием. В сентябре 2014 года после положительных отзывов о ролике компания Fox официально объявила, что фильму был дан зелёный свет, и он был выпущен 12 февраля 2016.
- В Людях Икс: Днях минувшего будущего временная линия, которая шла с 1973 года, была изменена. Авторы решили: так как всё, что произошло с Дэдпулом в фильме «Люди Икс: Начало. Росомаха», очень долго критически обсуждалось, эту историю нужно вычеркнуть и создать новую.
  - В этой версии Уэйд — бывший боец канадского спецназа, подрабатывающий наёмником в Нью-Йорке. Он был знаком с барменом по прозвищу Хорёк и зачастую проводил время в его баре. Однажды в этом баре Уэйд встречает проститутку Ванессу Карлайл, с которой у него впоследствии завязываются романтические отношения. Через год Уэйд делает Ванессе предложение, и она соглашается. Внезапно Уэйд падает в обморок, и на следующий день ему диагностируют рак в последней стадии. Ванесса просит Уэйда остаться с ней бороться с раком, но Уэйд не хочет, чтобы она стала свидетелем его смерти. К Уэйду обращается вербовщик из секретной программы, предлагающий экспериментальное лечение рака. Ради Ванессы Уэйд соглашается на эксперименты. Там он встречает главу программы, бывшего инфорсера в лаборатории доктора Киллебрю, мутанта Аякса и его подручную, участницу экспериментов «Оружие Икс» Кристину по прозвищу Ангельская пыль. Аякс вводит Уилсону сыворотку-мутаген, призванную активизировать мутацию ДНК человека. Для активации сыворотки нужен адреналин, и Уэйда подвергают различного рода чудовищным пыткам, что не даёт успеха. В процессе Уэйд узнаёт настоящее имя Аякса (Фрэнсис Фриман) и дразнит его. В ответ Аякс подвергает Уэйда самому тяжёлому испытанию — помещает его в герметичную камеру, которая понижает уровень кислорода до момента окончательного удушения, после чего кислород возвращается. Перед этим Аякс раскрывает Уэйду истинную цель программы: наделять людей суперспособностями и продавать их ради своих увлечений. Во время пытки мутация Уэйда активируется, и он получает исцеляющий фактор, вследствие чего рак не успевает формироваться. Однако при этом Уэйд получает побочный эффект — его тело и лицо обезображиваются. Уэйду удаётся устроить взрыв в лаборатории, пустив огонь к подаче кислорода в камере, вследствие чего он высвобождается и вступает в схватку с Аяксом. В процессе Аякс говорит Уэйду, что только он может вернуть ему прежний вид, после чего пронзает Уилсона стальной арматурой и оставляет умирать в горящей лаборатории. Лаборатория полностью сгорает, но Уэйд выбирается из-под её останков. Он не решается вернуться к Ванессе из-за своей ужасной внешности. После беседы с Хорьком Уэйд решает найти Аякса и вернуть себе прежний вид. Он становится замаскированным линчевателем и берёт себе имя «Дэдпул» (от Dead Pool — смертельный тотализатор в баре Хорька). Уэйд селится в доме со слепой пожилой женщиной Эл. Последняя дарит ему оружие. Уэйд создаёт и сам разрабатывает себе костюм — красный (как из комиксов и других версий), чтобы не было видно, как он истекает кровью. В течение года Дэдпул выслеживает и убивает многих подручных Аякса (включая вербовщика), которые в конечном счёте приводят его к самому Аяксу. Дэдпул нападает на конвой наёмников Аякса на автомагистрали и убивает всех, после чего захватывает Аякса. Аякс сбегает. Вернувшись к Слепой Эл, Уэйд опять решается поговорить с Ванессой и направляется в стриптиз-клуб, где она работает. Однако там он опять трусит, а Ванессу похищает Аякс. Аякс отправляет Уилсону SMS, в котором предлагает прийти на списанный геликарриер на местной свалке, где он держит Ванессу. Уэйд уговаривает Колосса и Сверхзвуковую боеголовку помочь ему, и они приезжают на свалку. Колосс и Боеголовка вступают в битву с Ангельской пылью, в то время как Дэдпул пробивает путь к Аяксу через его подручных. С помощью Боеголовки Дэдпул проникает на геликарриер и вступает в схватку с Аяксом. Дэдпул спасает Ванессу. Аякс выживает и атакует Дэдпула, но терпит поражение. Он раскрывает, что внешность Дэдпула никак не восстановить, и Уэйд, несмотря на просьбы Колосса, убивает Аякса. Ванесса в злости на Уэйда за то, что он ушёл, но прощает его. Уэйд показывает ей изуродованное лицо, но она принимает это, и они вновь налаживают отношения.

- 2 марта 2017 года вместе с премьерой «Логана» вышла короткометражка к «Дэдпул 2» — «Никаких добрых дел» (No Good Deed). В нём Дэдпул видит, как старика пытаются ограбить, и бежит переодеваться в свой костюм в телефонной будке. Но за это время старика убивают выстрелом из пистолета. Прибежав на место событий, Дэдпул долго беседует с трупом старика. Также появляется камео Стэна Ли.
  - Картина вышла на экраны 18 мая 2018 года.

Роб Лайфелд заявил, что Дэдпул появится в готовящемся фильме про команду Сила Икс.

#### Кинематографическая вселенная Marvel
После анонса покупки 21st Century Fox компанией Disney в декабре 2017 года глава Disney Боб Айгер заявил, что Дэдпул будет интегрирован в киновселенную Marvel и Райан Рейнольдс продолжит играть персонажа. Руководство Disney и Marvel внимательно просматривало версию «Жил-был Дэдпул» на предмет возможной переработки персонажа и встраивания его в более низкий возрастной рейтинг киновселенной. Однако, впоследствии сценаристы первого и второго фильма, Ретт Риз и Пол Верник заявили, что Marvel и Disney одобрили рейтинг R для третьего фильма.

### Телевидение
- В анимационном сериале «Люди Икс» Морф на короткое время превращается в Дэдпула. Лицо Дэдпула появляется в воспоминаниях Саблезуба, когда профессор Ксавьер читает его мысли. Злая психическая проекция Ксавье во время мучения Росомахи создаёт иллюзию Дэдпула.
- В мультсериале «Совершенный Человек-паук» Дэдпула можно увидеть в качестве игрового персонажа компьютерной игры, в которую играет Питер Паркер. Также его лицо изображено на листовке, которая прилипает к лицу Саблезубого в серии № 10 1 сезона. А во 2 сезоне (в 16 серии) он появляется, чтобы «обезжизнить» Таскмастера.
- Также Дэдпула можно увидеть в анимационном короткометражном фильме 2009 года выпуска — «Халк против Росомахи», в котором он является одним из главных героев — членом команды «Оружие Икс» вместе с Красным Омегой, Саблезубым и Леди Смертельный Удар. Он без конца болтает, хихикает и «прикалывается», чем очень раздражает всех окружающих.[27]
- Дэдпул появляется и в 27 серии аниме DISK Wars Avengers, где упрашивает Мстителей сделать его их лидером, потому что они крутые, а быть лидером крутой команды почётно. Ужимок и «проламываний четвёртой стены» он выдаёт куда больше, чем боевых сцен. На вопрос главного героя, мальчика Акиры, что у Дэдпула с головой, Железный человек отвечает: «У этого вопроса нет ответа». Озвучивает Пула в аниме Такэхито Коясу.

### Видеоигры
- В игре X-Men Legends II: Rise of Apocalypse он является одним из противников-боссов, а также при выполнении определённых условий он становится игровым персонажем[28].
- В игре Marvel: Ultimate Alliance Дэдпул является одним из игровых персонажей[29].
- В игре X-Men Origins: Wolverine, созданной по фильму 2009 года, Дэдпул появился в качестве финального босса. В отличие от фильма, где Дэдпул противостоит сразу двум братьям, в игре Росомаха сражается с ним в одиночку.
- В игре Marvel: Ultimate Alliance 2 Дэдпул является одним из игровых персонажей.
- В игре Spider-Man: Shattered Dimensions является одним из боссов, с которыми сражается «Современный» Человек-паук в костюме Венома. Здесь Дэдпул менее накачанный, однако ловкости у него не убавилось.
- В игре Marvel vs. Capcom 3: Fate of Two Worlds Дэдпул является одним из игровых персонажей. Озвучил его Нолан Норт[источник не указан 4601 день]. В трейлере игры он сражается с Данте из первой игры серии Devil May Cry, а именно Devil May Cry 3.
- В игре Marvel Super Hero Squad Online является одним из игровых персонажей и был озвучен Тамасом Кенни[30][31].
- В MMORPG Marvel Heroes — Дэдпул является одним из игровых персонажей[32].
- Игра Deadpool, которая полностью сосредотачивается на персонаже, разработанная компанией High Moon Studios и издана компанией Activision была выпущена 25 июня 2013 года[33]. Такие люди, как Нолан Норт, актёр озвучивания, который ранее работал над озвучиванием персонажа[34]; а также Дэниел Уэй[англ.], который является сценаристом комиксов о персонаже с 2008 года, работали над игрой[35].
- В игре LEGO Marvel Super Heroes, наряду со Стэном Ли, мелькает и не играет никакой роли в нескольких уровнях. Вводит в курс дела в бонусных уровнях, осознаёт, что находится в компьютерной игре, а также после собирания всех красных блоков и покупки персонажа становится играбельным.
- В мобильной карточной игре Marvel: War of Heroes встречается множество игровых карт с Дэдпулом.
- В игре для смартфонов iOS, Android Marvel: Contest of Champions доступны несколько версий этого персонажа: классический Дэдпул, Дэдпул в костюме Силы Икс, Голдпул (Дэдпул в золотом костюме) и Веномпул.
- В 12 сезоне Fortnite: Batlle Royale был боссом локации Яхта

## Критика и отзывы
- Дэдпул занял 182-е место в списке журнала Wizard «200 лучших персонажей комиксов всех времён»[36].
- Занял 45-е место в списке журнала Empire «50 лучших персонажей комиксов»[37].
- В мае 2011 года занял 31 место в списке 100 лучших героев комиксов по версии IGN[38].